# Primeiro-ministro da Finlândia
O Primeiro-ministro da Finlândia (em finlandês:  Suomen pääministeri, em sueco:  Finlands statsminister) é o líder do governo finlandês. O primeiro-ministro é o chefe de governo da Finlândia e é formalmente nomeado pelo presidente . O primeiro primeiro-ministro da Finlândia foi Pehr Evind Svinhufvud, que foi nomeado para o cargo em 27 de novembro de 1917.
O primeiro-ministro em exercício da Finlândia é Petteri Orpo, do Partido da Coligação Nacional.

## História
Em 1918, o Senado da Finlândia foi transformado no governo da Finlândia, e o cargo de vice-presidente da Divisão Econômica foi transformado no do primeiro-ministro. Kesäranta, localizada no oeste da subdivisão Meilahti de Helsinque, é a residência oficial do primeiro-ministro da Finlândia desde 1919.
Durante sua independência, declarada em 1917, a Finlândia teve 72 primeiros-ministros. Os mais duradouros foram os dois mandatos do primeiro-ministro Paavo Lipponen ( Lipponen I e Lipponen II ), ambos com duração de todo o mandato parlamentar, ou 1.464 dias.

## Nomeação
A nomeação do primeiro-ministro segue as eleições parlamentares, que devem ser realizadas a cada quatro anos.
Sob as provisões da Constituição da Finlândia, o presidente nomeia um primeiro-ministro depois que os partidos no parlamento negociaram a distribuição de assentos no novo gabinete e o programa do governo. O parlamento deve ratificar o primeiro-ministro nomeado com uma maioria absoluta em um voto de confiança sem outros candidatos. Se o indicado não receber apoio suficiente, uma nova rodada de negociações e uma segunda indicação do Presidente serão seguidas. Se o segundo candidato também não obtiver a maioria absoluta, uma terceira votação será realizada, na qual qualquer membro do parlamento pode nomear um candidato; nesta rodada, a pluralidade é suficiente para a eleição.
O procedimento acima foi usado pela primeira vez para eleger Anneli Jäätteenmäki para a premierhip em 2003. Previamente, supunha-se que o presidente nomeasse o candidato que, em uma terceira rodada de votação, teria obtido uma maioria relativa, sendo este geralmente o líder do partido com a maior participação no parlamento. Antes da promulgação da Constituição de 2000, os poderes formais completos para nomear o primeiro-ministro e o resto do governo eram privilégio do presidente, que era livre para divergir dos princípios parlamentares, embora os ministros nomeados tivessem que ter a confiança do parlamento. .
Formalmente, o Primeiro Ministro nomeia os restantes membros do governo, que são então, com o consentimento do Parlamento, nomeado pelo Presidente. Na prática, os assentos são divididos entre as partes durante as negociações para formar o governo, de modo que o primeiro-ministro candidato deve levar em conta as opiniões das partes participantes e não pode nomear ou remover quem quiser.

## Privilégios
O salário do primeiro-ministro é de 11.675 euros por mês, o mesmo que o do Presidente do Parlamento. Além disso, o primeiro-ministro recebe metade do salário parlamentar. O salário parlamentar completo é, a partir de 1 de maio de 2011, pelo menos € 6,335 por mês, pelo que o primeiro-ministro finlandês recebe pelo menos € 14,842 por mês no total. O salário está sujeito ao imposto de renda.
O primeiro-ministro tem direito a uma licença de 30 dias (férias) durante cada ano civil. A manutenção, o pessoal e os serviços da Kesaranta, a residência oficial, são pagos pelo governo.
O primeiro-ministro tem serviços de transporte e segurança a sua disposição em todos os momentos.

## Ex-primeiros-ministros vivos
Há nove ex-primeiros-ministros finlandeses vivos:

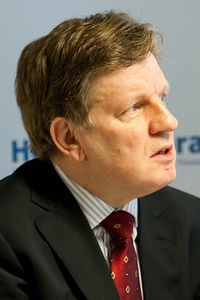
Esko Aho 20  de maio de 1954 (70 anos), serviu 1991-1995
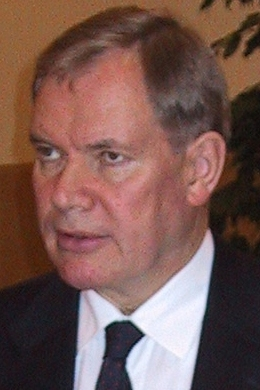
Paavo Lipponen 23  de abril de 1941 (83 anos), serviu de 1995 a 2003
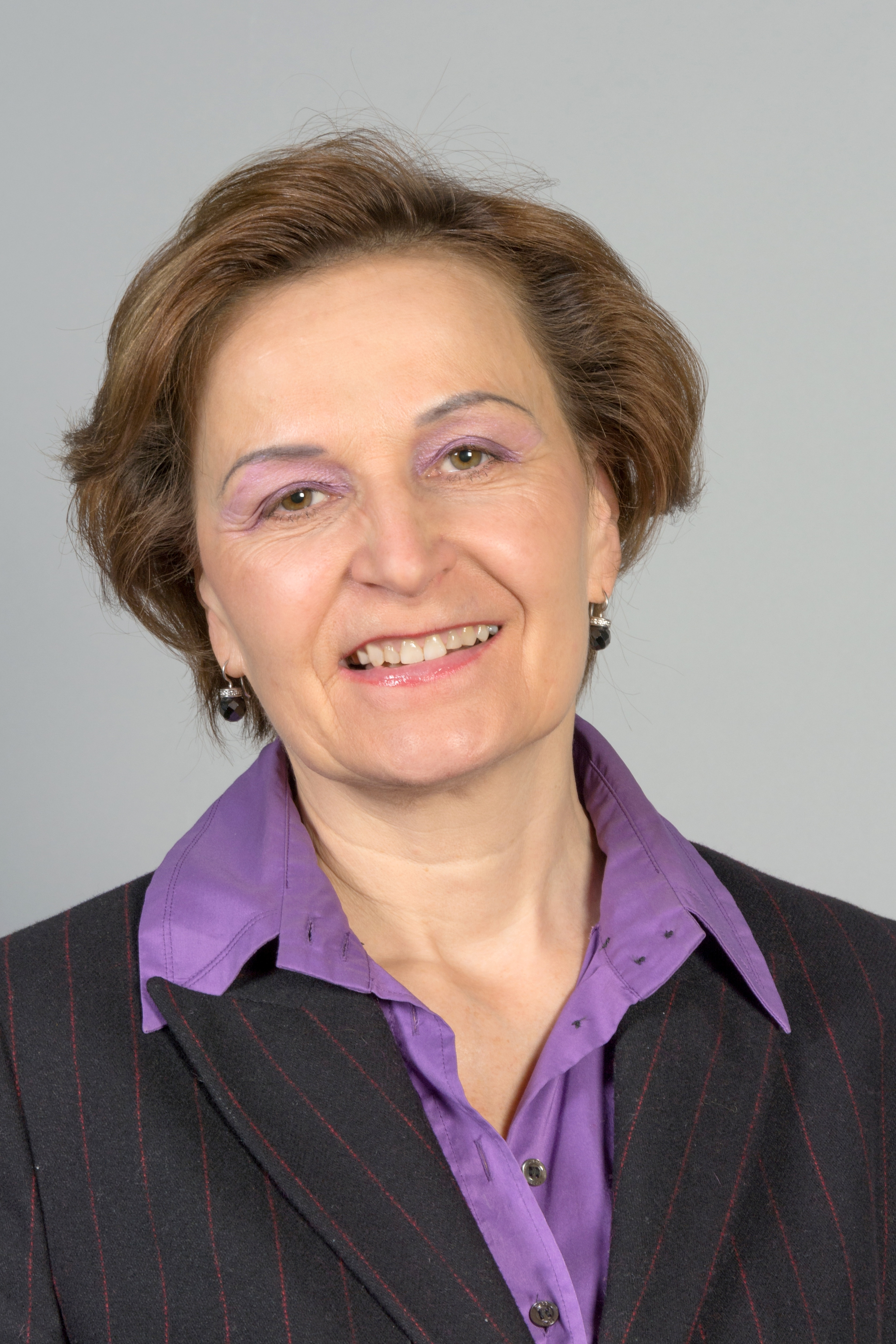
Anneli Jäätteenmäki 11  de fevereiro de 1955 (70 anos), serviu em 2003
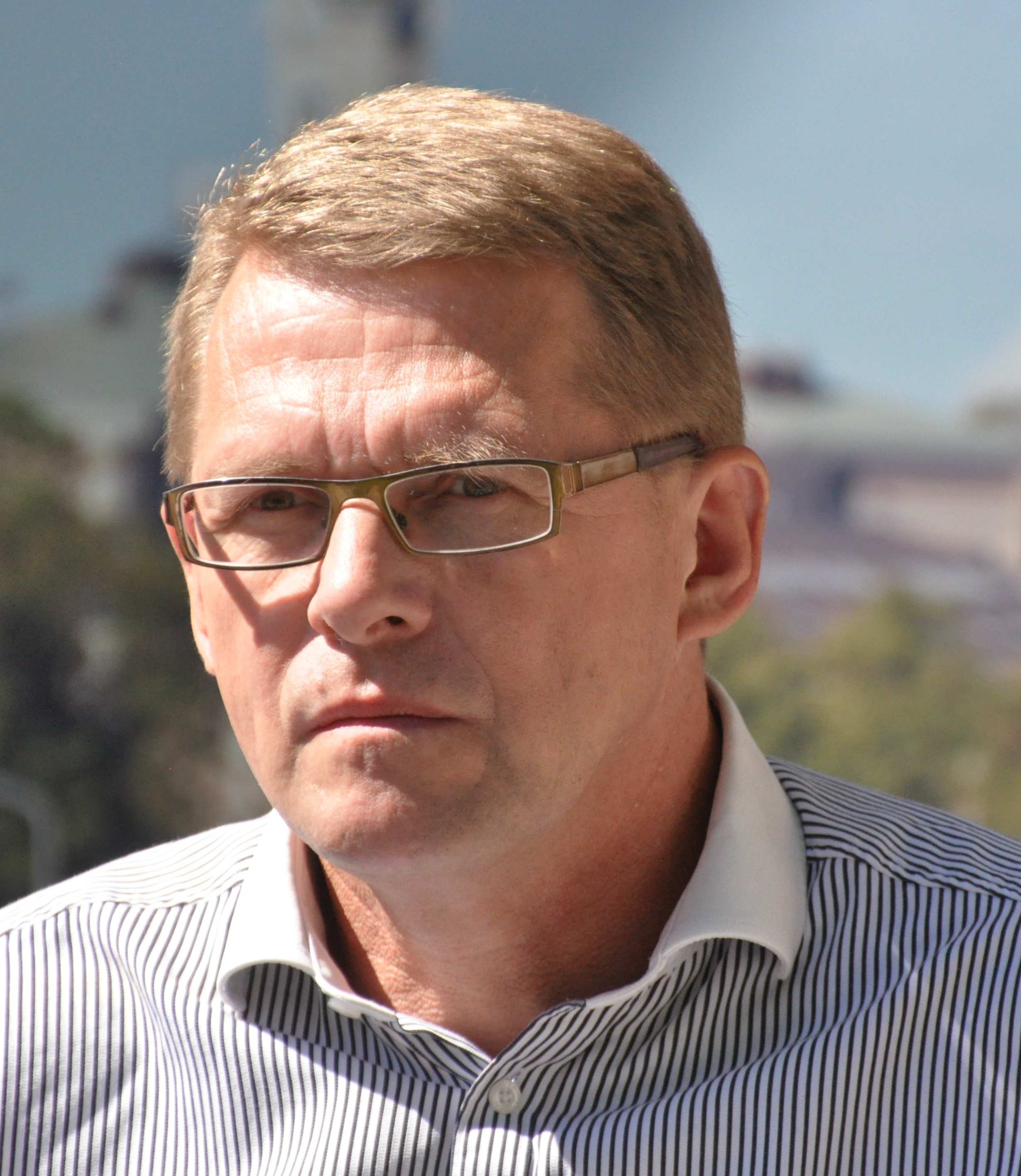
Matti Vanhanen 4  de novembro de 1955 (69 anos), serviu de 2003 a 2010
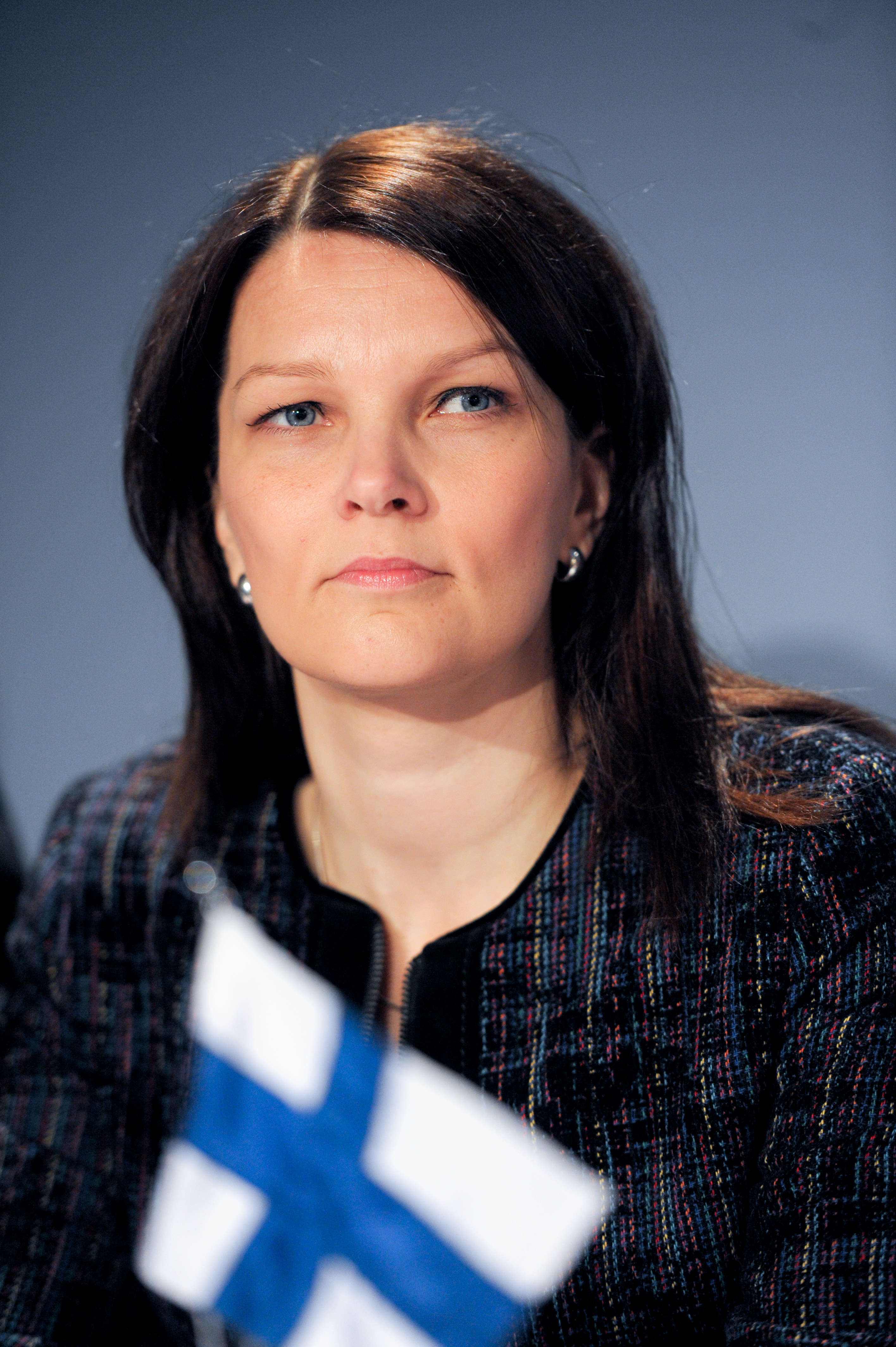
Mari Kiviniemi 27  de setembro de 1968 (56 anos), serviu de 2010 a 2011
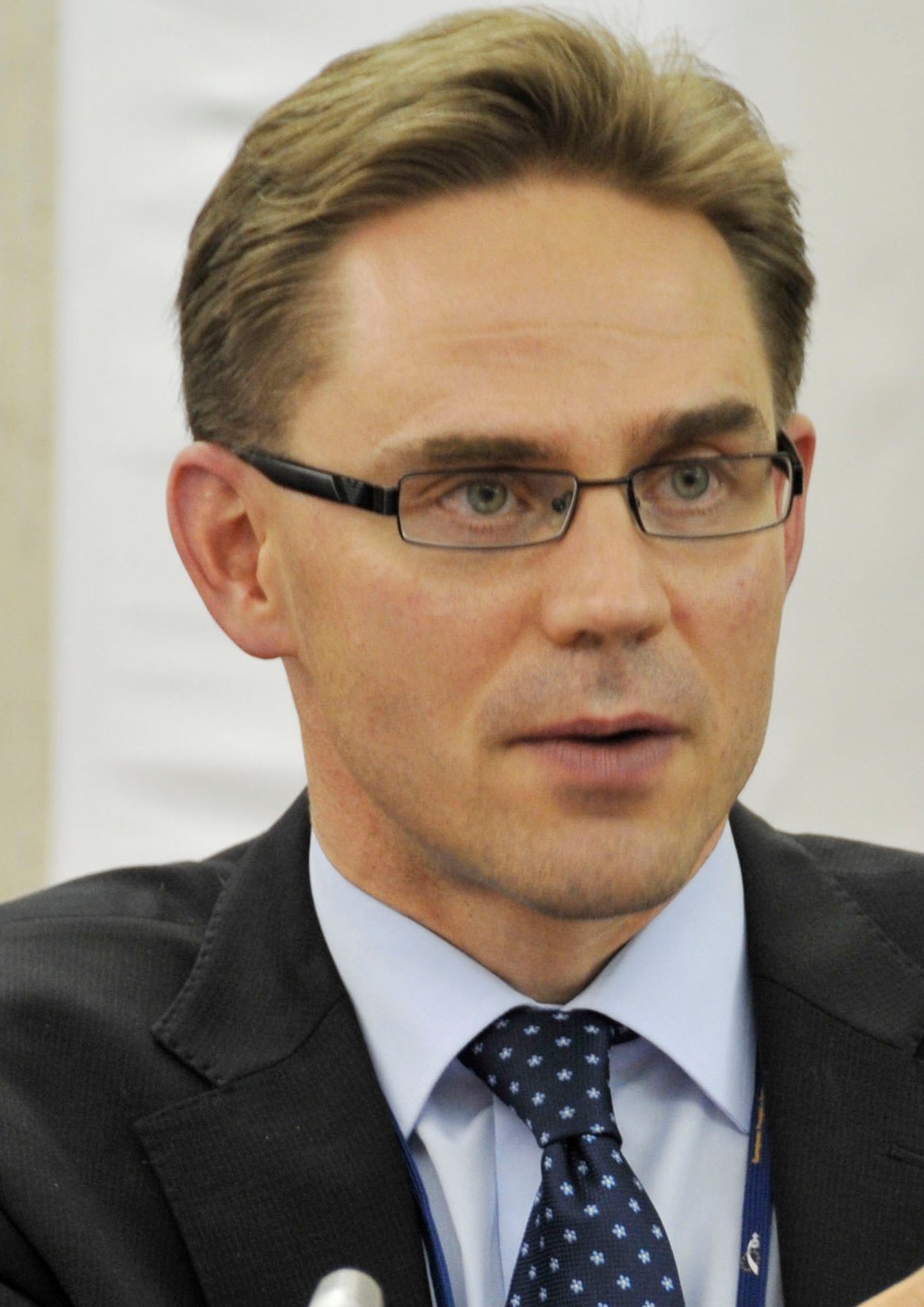
Jyrki Katainen 14  de outubro de 1971 (53 anos), serviu de 2011 a 2014
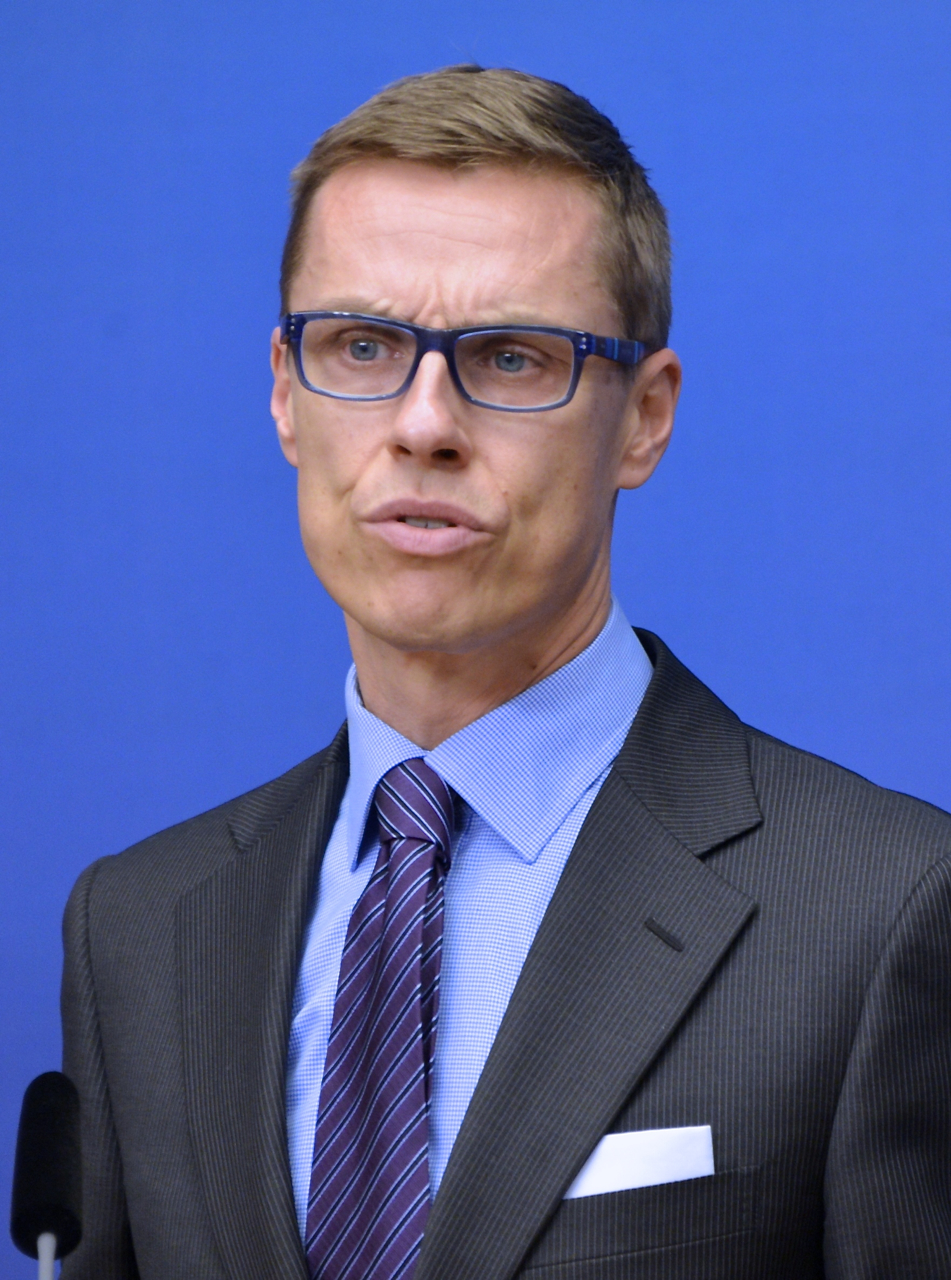
Alexander Stubb 1  de abril de 1968 (56 anos), serviu de 2014 a 2015
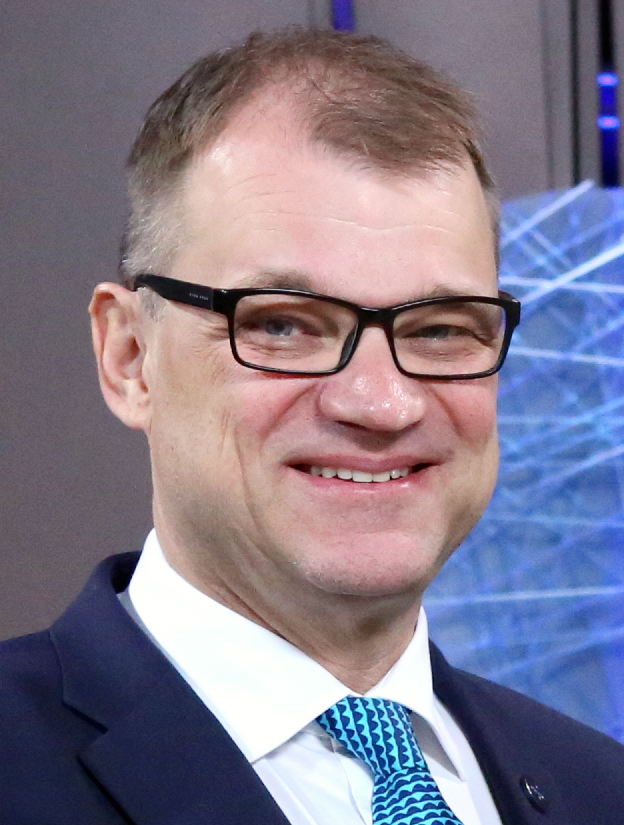
Juha Sipilä 25  de abril de 1961 (63 anos), serviu 2015 a 2019
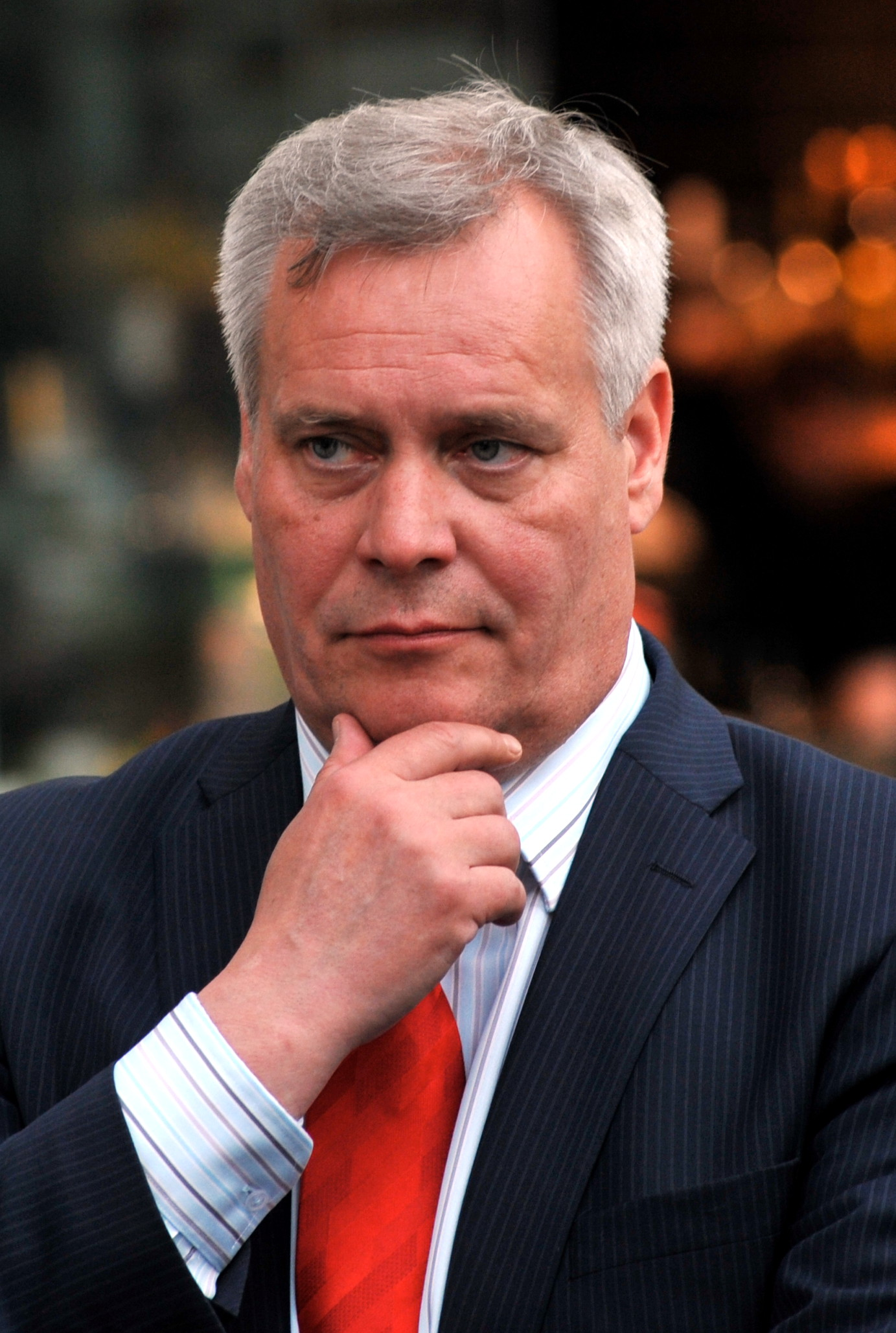
Antti Rinne 3  de novembro de 1962 (62 anos), Serviu 2019
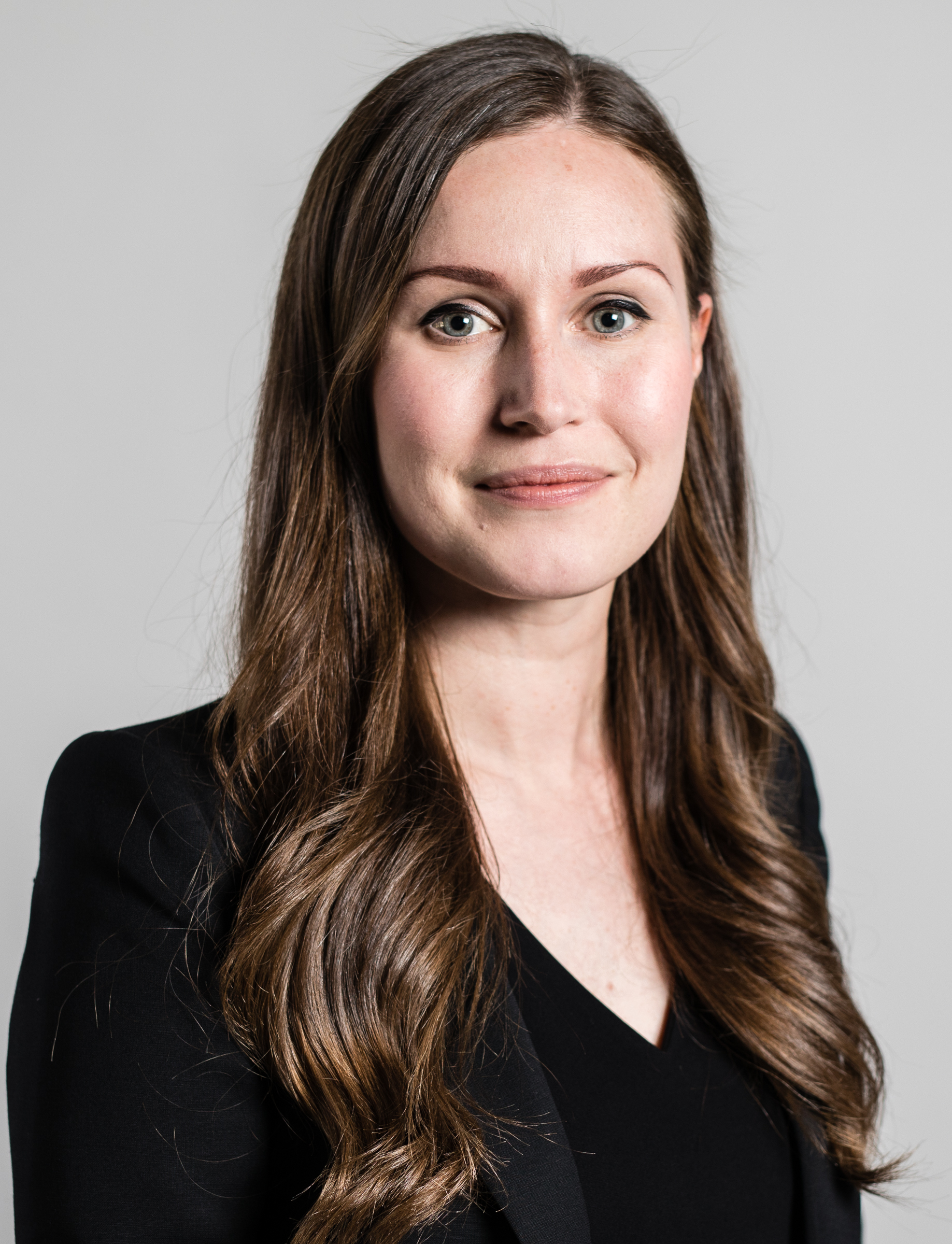
Sanna Marin 11  de abril de 1985 (39 anos), Serviu 2019 a 2023